# Ceratozamia hildae
{{#ifeq:0|0|{{#if:|{{#if:Ceratozamiahildae|[[]}}|}}}}
Ceratozamia hildae — вид голонасінних рослин класу саговникоподібні (Cycadopsida).
Етимологія: вшанування Хільди Гуерра Вокер (ісп. Hilda Guerra Walker), дочки збирача (ісп. Luciano Guerra) типового зразка.

## Опис
Рослини без гілля; стебло 10–20 см в довжину, 5–25 см діаметром. Листків 5–20 в кроні. Новий паросток бронзовий, червоний або шоколадно-коричневий або зелений. Листки світло або середньо-зелені, напівглянсові, довжиною 100–150 см. Пилкові шишки жовто-зелені, веретеновидо-циліндричні, довжиною 18–25 см, 2–3 см діаметром; плодоніжка довжиною 3,5 см. Насіннєві шишки жовто-зелені, вузькояйцювато-циліндричні, довжиною 10–14 см, 3–5 см діаметром; плодоніжка довжиною 9 см. Насіння яйцеподібне, 18–20 мм, шириною 15 мм; саркотеста біла, старіючи стає коричневою.

## Поширення, екологія
Країни поширення: Мексика (Керетаро, Сан-Луїс-Потосі). Цей вид зустрічається приблизно на 850—1300 м над рівнем моря в хмарній зоні в листяних дубових лісах. Рослини ростуть на важкій чорній глині й серед вапнякових порід.

## Загрози та охорона
Цей вид сильно постраждав від руйнування місця існування і надмірного збору для декоративних цілей.